# گروه گور
گروه گور (انگلیسی: Gores Group) شرکت سرمایه‌گذاری آمریکایی است، که در سال ۱۹۸۷ تأسیس شد.